# Rhyacophila sicorensis
Rhyacophila sicorensis là một loài Trichoptera trong họ Rhyacophilidae. Chúng phân bố ở miền Cổ bắc.